# Синпаул (Харгіта)
Синпаул (рум. Sânpaul) — село у повіті Харгіта в Румунії. Входить до складу комуни Мертініш.
Село розташоване на відстані 202 км на північ від Бухареста, 38 км на південний захід від М'єркуря-Чука, 62 км на північ від Брашова.

## Населення
За даними перепису населення 2002 року у селі проживали 508 осіб.
Національний склад населення села:
| Національність | Кількість осіб | Відсоток |
| -------------- | -------------- | -------- |
| угорці         | 494            | 97,2%    |
| румуни         | 14             | 2,8%     |

Рідною мовою назвали:
| Мова      | Кількість осіб | Відсоток |
| --------- | -------------- | -------- |
| угорська  | 495            | 97,4%    |
| румунська | 13             | 2,6%     |